# Пицца четыре сыра
Пицца четыре сыра (итальянское произношение: [ˈkwattro forˈmaddʒi]) — разновидность пиццы в итальянской кухне, покрытая комбинацией из четырёх видов сыра, обычно расплавленных вместе, с томатным соусом (росса, красный) или без него (бьянка, белый). Этот вид популярен во всем мире, в том числе в Италии.

## История
Традиционно в состав сыров входит моцарелла, как основной компонент, который сохраняет влажность при приготовлении, частично защищая другие сыры от сильного жара духовки. Горгонзола присутствует почти в любом виде, а завершающий дуэт зависит от региона, типичные виды сыра — фонтина и пармезан, но также возможны пекорино, рикотта, страккино, робиола, таледжо, копчёный проволоне или качокавалло. Помимо моцареллы, в массовом производстве пицц часто используются пармезан, романо, азиаго и другие сыры итальянского происхождения, хотя в некоторых используются неитальянские сыры, такие как эдам, эмменталь и сыр с плесенью. Выбор сыров не случаен, они должны быть полножирными или полужирными и различаться по вкусу. Помимо моцареллы, quattro formaggi обычно сочетает в себе голубой или зрелый сыр, мягкий (эмменталь или грюйер) или сливочный сыр (робиола или страккино) и твёрдый сыр (пармезан или пекорино, тёртые).
В отличие от других пицц, таких как неаполитанская или маргарита, которые имеют давнюю, богатую и задокументированную историю, Quattro Formaggi, несмотря на свою популярность, имеет менее ясное происхождение, в том числе из-за того, что её состав достаточно банален. Считается, что вид пиццы возник в регионе Лацио в начале XVIII века. Его менее очевидные и более поздние версии, такие как пицца Quattro Latti, могут иметь свой ход развития в истории гастрономии.